# Eduard Albert

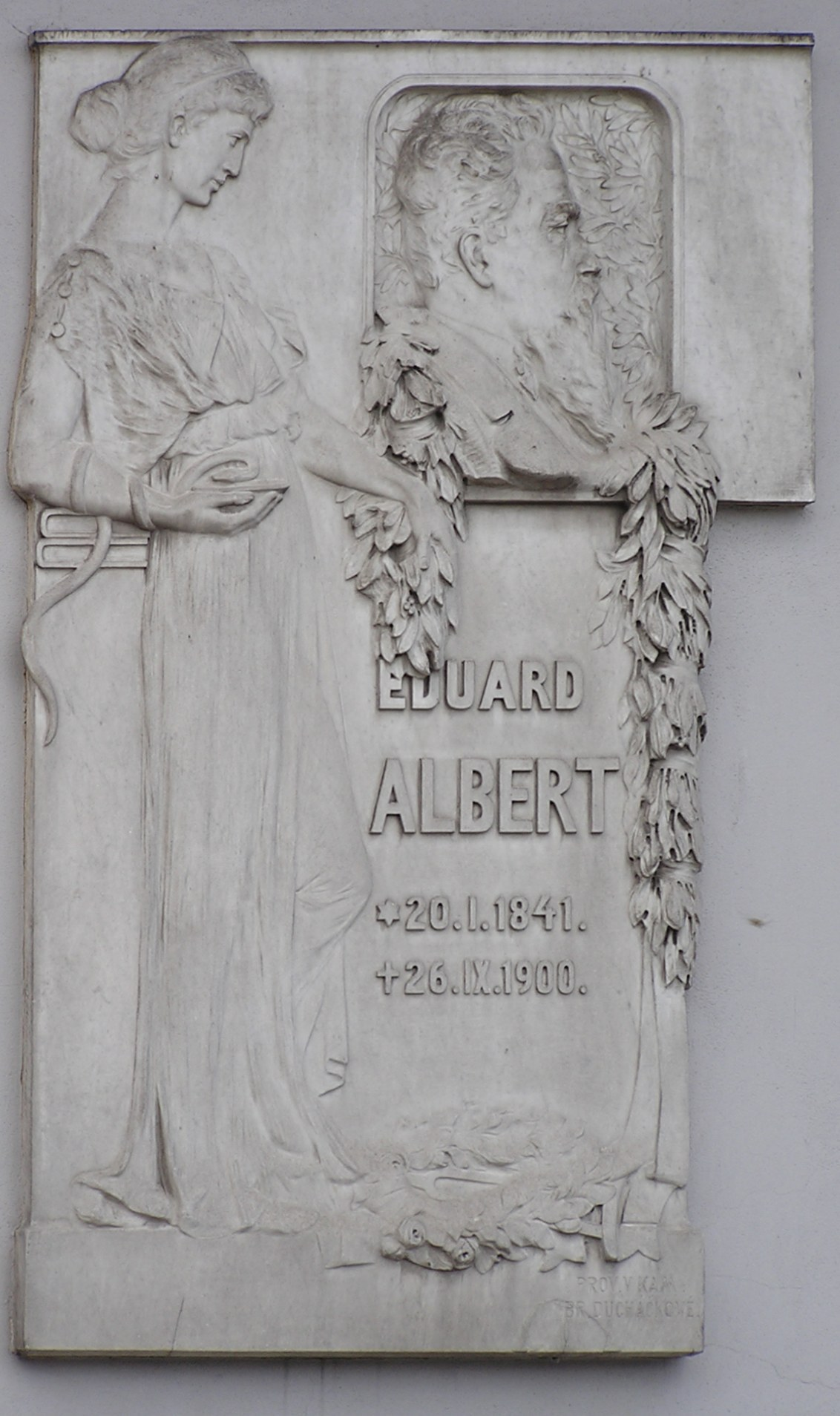
Pamětní deska na rodném domě Eduarda Alberta v Žamberku

Eduard Albert (20. ledna 1841 Žamberk – 26. září 1900 Žamberk) byl český chirurg, univerzitní profesor, popularizátor české poezie, překladatel a básník.

## Život
Profesor a přednosta 1. chirurgické kliniky ve Vídni se narodil v Žamberku v rodině hodináře Františka Alberta a Kateřiny Albertové, rozené Zdobnické.
Z jeho sourozenců se stali známými ještě František Albert (1856–1923), lékař a spisovatel, Tereza Svatová (1858–1940), spisovatelka, a Kateřina Thomová (1861–1952), význačná představitelka žambereckého ochotnického divadla a zakladatelka žambereckého muzea. Společně s nimi vyrůstal v rodině též jejich nevlastní bratr Václav F. Kumpošt (1846–1874), pozdější student medicíny a zakladatel časopisu Vesmír. První ředitel Baťovy nemocnice ve Zlíně Bohuslav Albert byl Eduardovým synovcem.
Nejdůvěrnějším přítelem Eduarda byl od dětství Woldemar Richard Mazura (1838–1900), pozdější okresní starosta v Žamberku, obchodník, majitel vinárny a amatérský fotograf.
Do národní školy chodil v Žamberku. Studoval na gymnáziu v Rychnově nad Kněžnou a v Hradci Králové. Medicínu studoval na Vídeňské medicínsko-chirurgické akademii, kde jej nejvíce ovlivnili profesoři Karel Rokytanský a Josef Škoda.
Po promoci 22. ledna 1867 se stal sekundářem na oddělení primáře Lorinsena v nemocnici Na Vídeňce a následně elévem na klinice prof. Dumreichera. Na této klinice se stal roku 1869 asistentem.
Roku 1872 získal Albert právo přednášet na vysoké škole. Rok poté byl jmenován řádným profesorem chirurgie a přednostou chirurgické kliniky a operačního ústavu v Innsbrucku.
V roce 1873 byl jmenován řádným profesorem chirurgie a přednostou chirurgické kliniky v Innsbrucku. Během svého působení prosazoval dodržování zásad antisepse a vydal několik odborných lékařských knih. V roce 1879 vykonával úřad děkana lékařské fakulty v Innsbrucku.
V roce 1881 se v Praze ucházel o místo přednosty chirurgické kliniky při české univerzitě. Albert však neuspěl, přednost byla dána jinému kandidátovi. Ucházel se proto o místo přednosty chirurgické kliniky ve Vídni, kde dosáhl o to většího úspěchu. V únoru 1881 se stal, na základě jmenovacího dekretu podepsaného císařem Františkem Josefem I., přednostou 1. chirurgické kliniky. Kromě vedení chirurgické kliniky provozoval ve Vídni velmi výnosnou soukromou chirurgickou praxi s rozsáhlou klientelou. Stal se velmi oblíbeným lékařem díky svým vědomostem, zkušenostem a milému vystupování. Měl pacienty ve všech společenských vrstvách a v různých zemích. Patřili mezi ně členové rodiny hraběte Taaffa, knížete Windischgrätze, léčil také arcivévody Albrechta a Františka Ferdinanda, F. L. Riegra, Karla Kramáře, Gustava Eima, Ondřeje Fišera a řadu dalších významných osobností, jeho pacientem byl i císař František Josef I. Jako poslanec říšského sněmu podporoval ve Vídni české snahy o osamostatnění.
Do rodného Žamberka se vracel stále častěji a podporoval zde různé spolky a zájmové skupiny, na místním hřbitově nechal postavit kapli, věnovanou Sv. Vojtěchovi.
V roce 1889 koupil v Žamberku rozsáhlý pozemek, s překrásným výhledem na okolní hory. Nechal zde postavit vilu, do níž si zval hosty, kteří patřili k významným osobnostem tehdejšího kulturního i politického života. K jeho přátelům patřili Tomáš Garrigue Masaryk, Jaroslav Vrchlický, Karel Klostermann, František Ladislav Rieger, Alois Jirásek, Adolf Heyduk a další. Věnoval se různým činnostem, psal básně, společně s T. G. Masarykem a Jaroslavem Vrchlickým pátral po stopách Českých bratří v Žamberku a blízkém Kunvaldu, s páterem Karlem Chotovským vydal v roce 1889 „Paměti Žamberské“. Byl nejprve zastáncem, později odpůrcem pravosti Zelenohorského rukopisu. Řádným členem České akademie věd a umění byl zvolen dne 3. července 1890.
Dne 26. září 1900 byl ve své vile nalezen mrtev. Příčinou úmrtí byla mozková mrtvice, jeho zdravotní stav ale také negativně ovlivnilo dlouhodobé vystavení sublimátu, který se tehdy používal jako dezinfekční prostředek při operacích.
O čtyři dny později byl pohřben na žambereckém hřbitově, ale jeho syn Jiří nechal ostatky po roce převézt do Vídně a pohřbít na Ústředním hřbitově (dle zápisu v matrice se tak stalo „proti vůli celého města a přátel“). Vilu společně s pozemky dědici prodali a v průběhu několika let zde bylo vystavěno sanatorium pro léčbu tuberkulózy, nazvané na památku pana profesora „Albertinum“.

### Rodinný život
Roku 1868, se Albert tajně oženil s Marií Pietschovou, dcerou lékaře z Králík. S manželkou Marií měl Eduard Albert dvě děti; dceru Olgu, která zemřela ve věku dva a půl roku na zánět mozkových plen, a syna Jiřího, který se dožil dospělosti.

## Dílo
Eduardu Albertovi je připisováno mnoho lékařských prvenství: první provedená tyreoidektomie, jejunostomie a nefrektomie. Na svou dobu byly výjimečné i jeho kloubní operace. Zabýval se historií lékařství, je autorem básní a pamětí.
Též překládal českou poezii do němčiny.

### Odborné publikace (výběr)
- E. Albert: Diagnostika chirurgických nemocí (1876)
- E. Albert: Učebnice chirurgie a nauky operační (1877)
- E. Albert, P. K. Chotovský: Paměti Žamberské (1889)
- E. Albert: Lehrbuch der speciellen Chirurgie (1897) - první chirurgická učebnice s principy Listerovy antiseptické léčby

### Jiné
- Paměti žamberské (Ve Vídni, vydavatelé E. Albert, K. Chotovský, 1889)
- Památky po Bratřích českých v Žamberce (Časopis muzea Království českého roč. 64, 1890)
- Památky po Bratřích českých v Kunwaldě (Časopis muzea Království českého roč. 65, 1891)
- Jaroslav Vrchlický, příprava k budoucím studiím jeho lyriky a epiky (V Praze, Šimáček, 1893)
- Neueste Poesie aus Böhmen. 1.a 2 (Vídeň, Alfred Hölder, 1895)
- Nápisy na zvonech v Žamberce a okolí (Časopis společnosti přátel starožitností roč. IV, 1896, s. 18-20.)
- Prokop Diviš (ku 200leté památce jeho narození; Vídeň, nákladem vlastním, 1898)
- Der Blumenstrauss (Albertův překlad Erbenovy Kytice do němčiny; Vídeň, Hölder, 1900)

## Fotogalerie

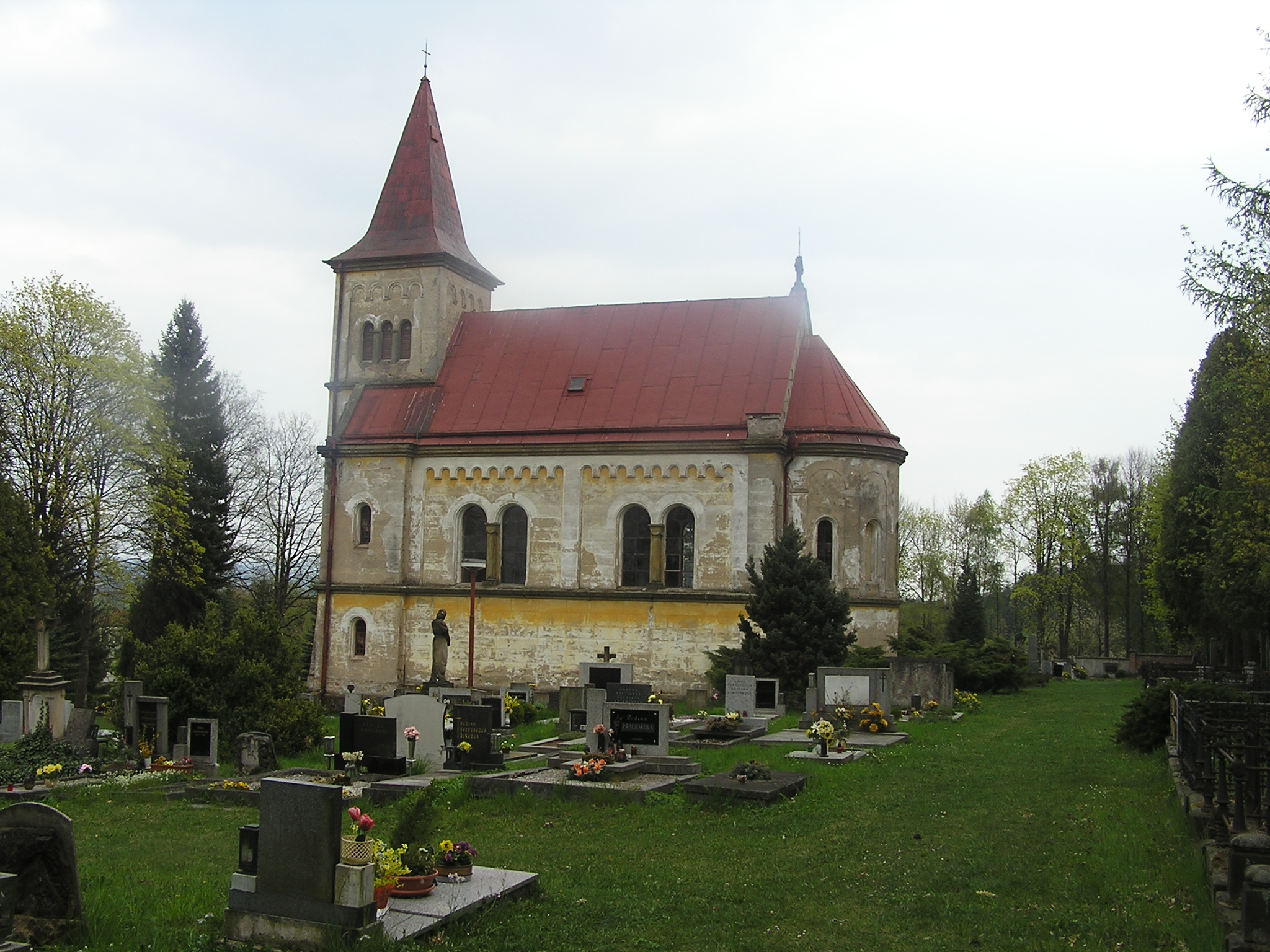
Kaple sv. Vojtěcha postavená na hřbitově v Žamberku, na náklady E. Alberta
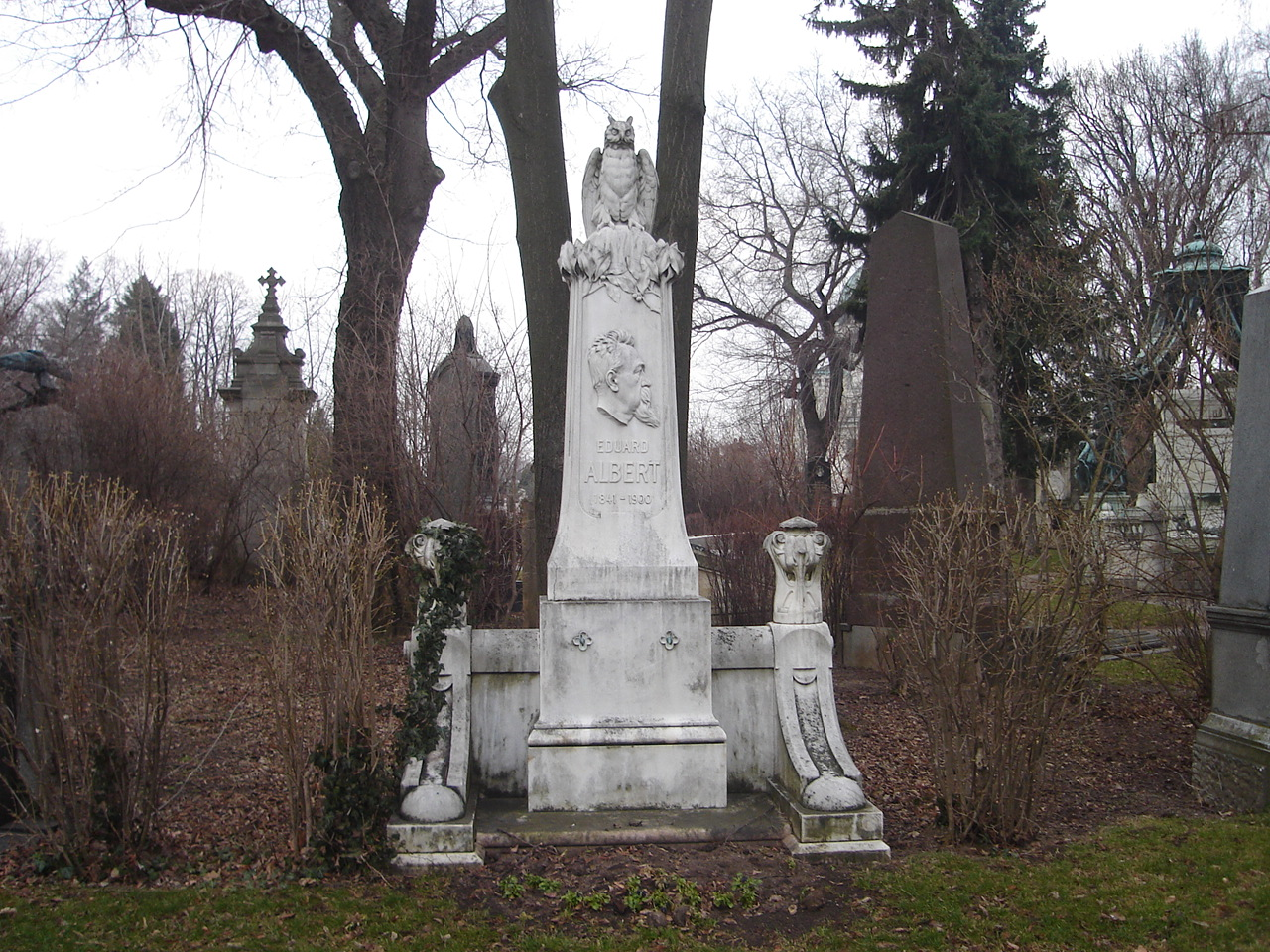
Hrob Eduarda Alberta na Ústředním hřbitově ve Vídni
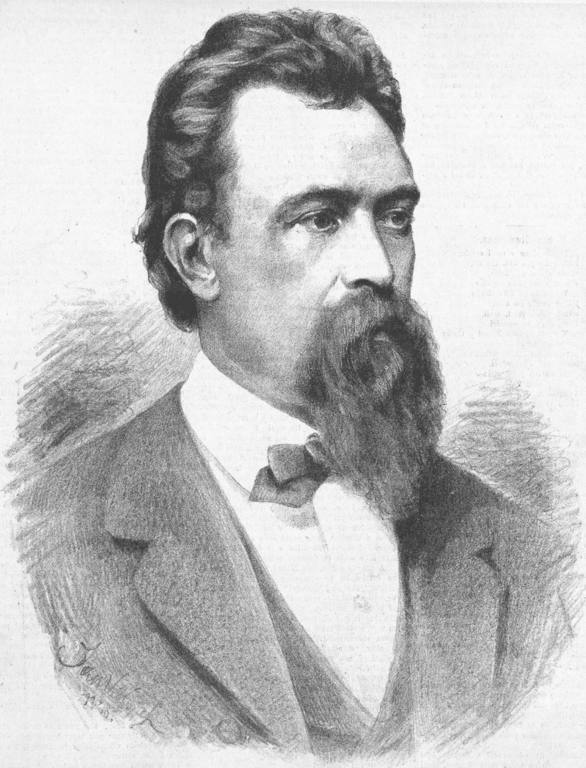
Portrét Eduarda Alberta od Jana Vilímka.
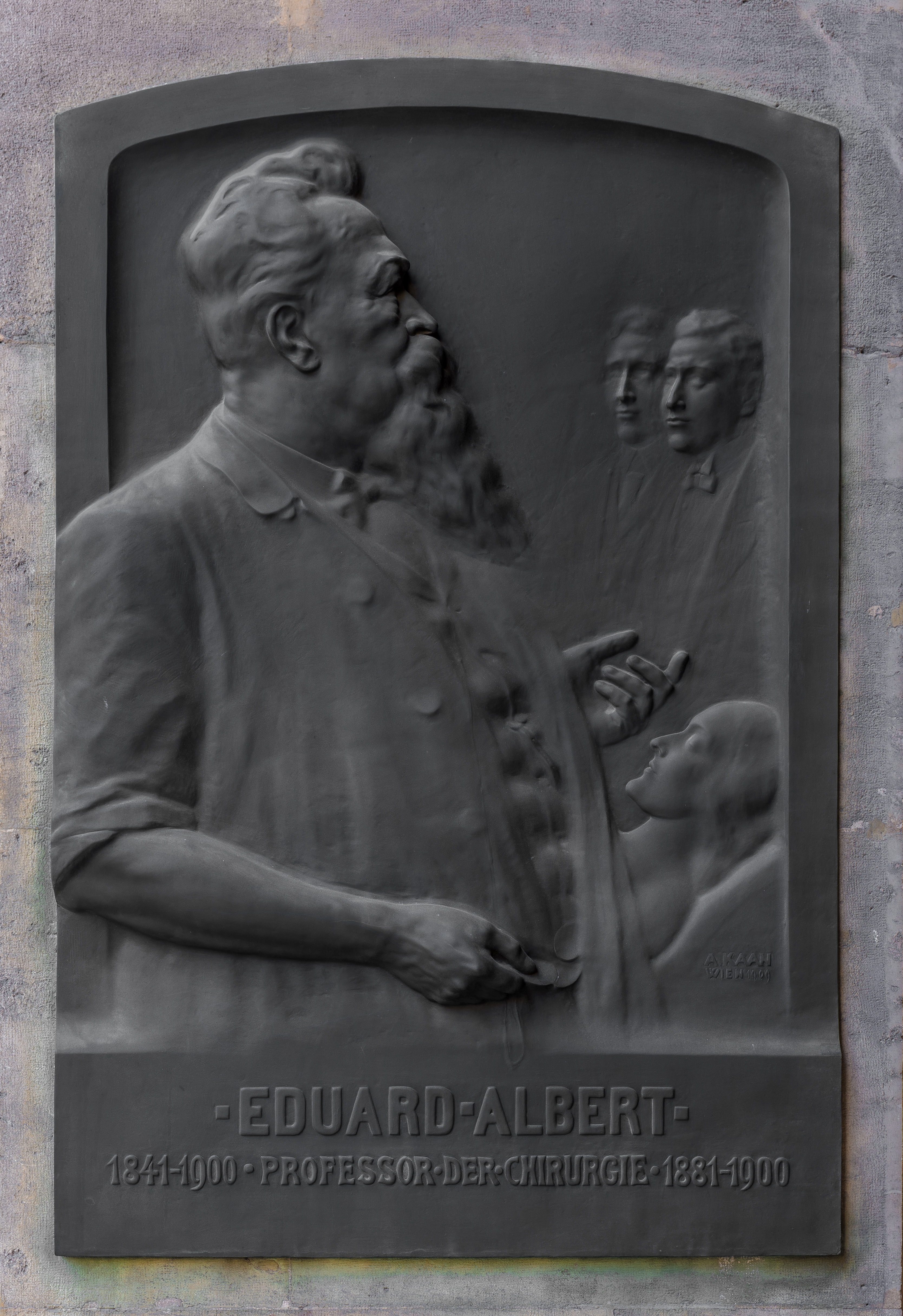
Basreliéf na nádvoří University ve Vídni.
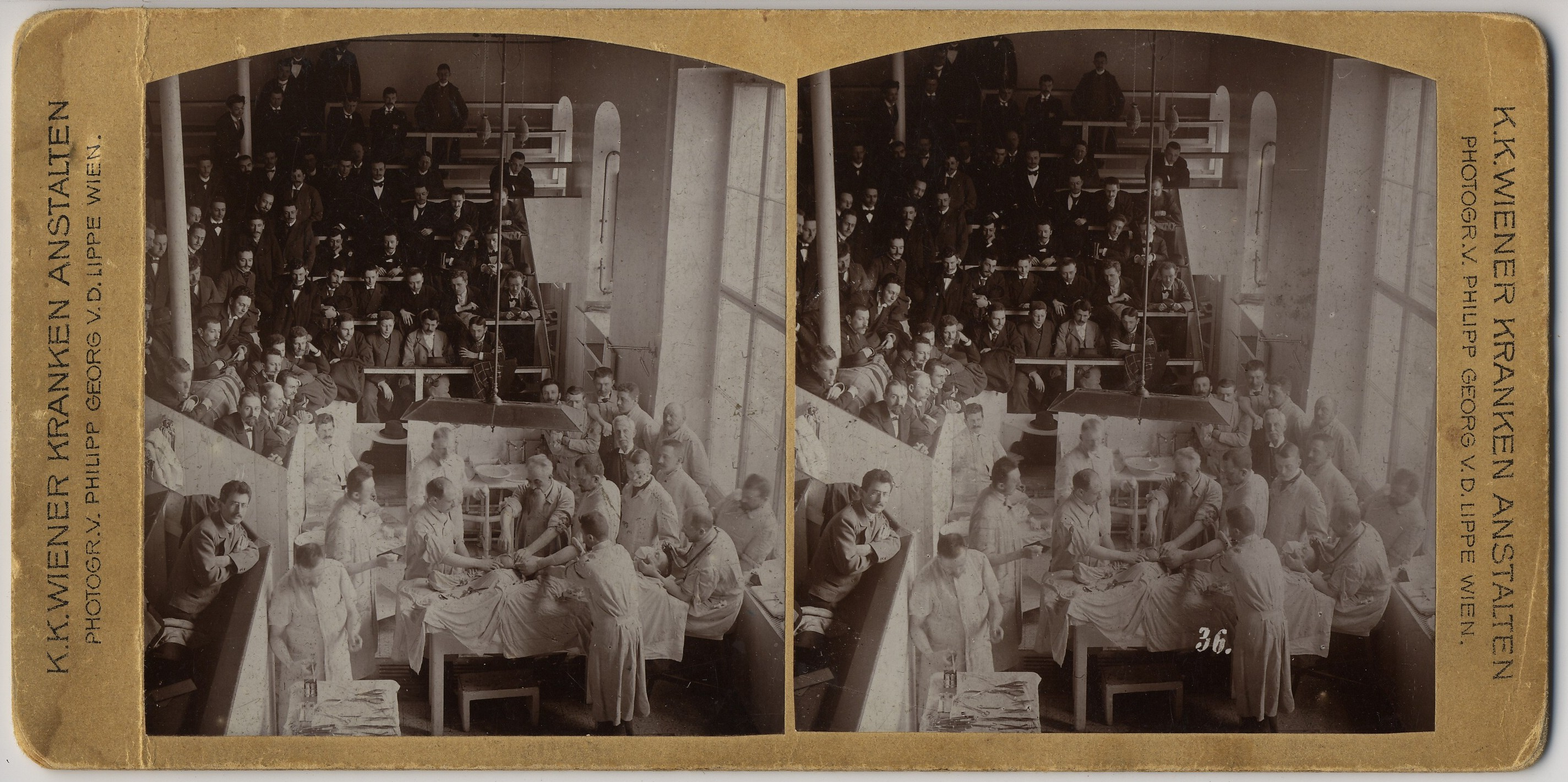
Stereoskopický snímek pitvy provedené Dr. Albertem ve Wiener Kranken Anstalten
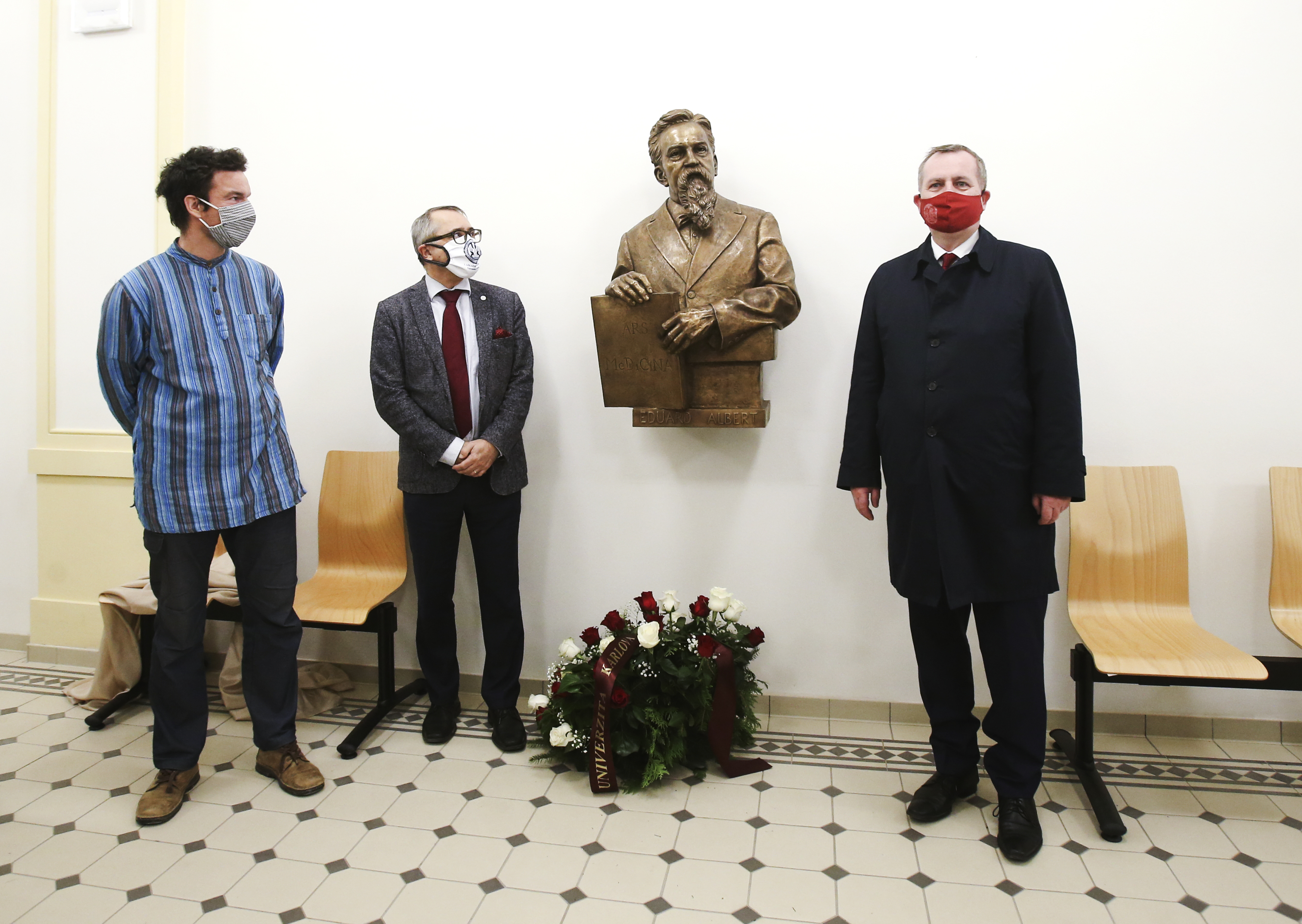
Odhalení busty profesora Eduarda Alberta na Albertově 17.11.2020[p 1]

## Posmrtné připomínky
- Po Eduardu Albertovi nese název areál budov přírodovědecké a lékařské fakulty Univerzity Karlovy v Praze - Albertov.[6]
- V Kroměříži se po Eduardu Albertovi jmenuje Albertova ulice vedoucí od nemocnice (postavená v roce 1910) k městskému hřbitovu.[7]
- Dne 17. listopadu 2020 byla ve foyer budovy Fyziologického ústavu 1. lékařské fakulty Univerzity Karlovy na Albertově odhalena busta Eduarda Alberta.[8]